# Table des caractères Unicode/U101D0
Cette page contient des caractères spéciaux ou non latins. S’ils s’affichent mal (▯, ?, etc.), consultez la page d’aide Unicode.
Table des caractères Unicode U+101D0 à U+101FF.

## Disque de Phaïstos(Unicode 5.1)
Symboles trouvés sur le disque de Phaistos. Ces symboles n’étant pas déchiffrés et n’ayant pas de nom historique connu, on ne sait pas si ce sont des idéogrammes ou des phonogrammes. Ils sont seulement décrits selon ce qu’ils semblent figurer : piéton, tête emplumée, tête tatouée, prisonnier, enfant, femme, casque, gant, tiare, flèche, arc, bouclier, massue, menottes, piolet, scie, couvercle, équerre, rabot, triton, peigne, fronde, colonne à chapiteau, ruche, nef, corne, peau d’animal, patte de taureau, chatte, bélier, rapace, pigeon, poisson, abeille, platane, pied de vigne, papyrus, rosette, lys, cul de bœuf, flûte, râpe, passoire, tranchet, eau qui coule ; signe diacritique (trait oblique souscrit).

### Table des caractères
| en fr   | 0 | 1 | 2 | 3 | 4 | 5 | 6 | 7 | 8 | 9 | A | B | C | D | E | F |
| ------- | - | - | - | - | - | - | - | - | - | - | - | - | - | - | - | - |
| U+101D0 | 𐇐 | 𐇑 | 𐇒 | 𐇓 | 𐇔 | 𐇕 | 𐇖 | 𐇗 | 𐇘 | 𐇙 | 𐇚 | 𐇛 | 𐇜 | 𐇝 | 𐇞 | 𐇟 |
| U+101E0 | 𐇠 | 𐇡 | 𐇢 | 𐇣 | 𐇤 | 𐇥 | 𐇦 | 𐇧 | 𐇨 | 𐇩 | 𐇪 | 𐇫 | 𐇬 | 𐇭 | 𐇮 | 𐇯 |
| U+101F0 | 𐇰 | 𐇱 | 𐇲 | 𐇳 | 𐇴 | 𐇵 | 𐇶 | 𐇷 | 𐇸 | 𐇹 | 𐇺 | 𐇻 | 𐇼 | 𐇐𐇽 |   |   |